# Alberto Cabero
Alberto Cabero Díaz (Santiago, 20 de marzo de 1874 - ibídem, 13 de octubre de 1955) fue un abogado y político chileno, miembro del Partido Radical (PR). Se desempeñó como diputado, senador, y ministro de Estado durante los gobiernos de los presidentes Arturo Alessandri y Pedro Aguirre Cerda. Diplomáticamente sirvió como embajador de Chile en Estados Unidos, desde 1939 hasta 1942.

## Familia, estudios y actividad profesional
Nació en Santiago, el 20 de marzo de 1874; hijo de Telésforo Cabero del Canto y de Filomena Díaz. Realizó sus estudios primarios y secundarios en el Instituto Nacional, y los superiores en la carrera de derecho de la Universidad de Chile, recibiéndose de abogado el 21 de agosto de 1901. Su tesis versó sobre Obligaciones naturales.
A los quince años de edad fue despachador de aduana en la casa comercial Hagen y Jacobsen, de Coronel (1880). Fue subdirector de la Escuela de Artes, profesor de castellano en el Instituto Barros Arana y en el Liceo de Antofagasta, ciudad en la cual fue también Defensor de Menores.
Se casó con Lía Henríquez Novoa, con quien tuvo un hijo.

## Carrera política
Militó en el Partido Radical (PR), llegando a ser presidente del Comité Central del mismo. En las elecciones parlamentarias de 1915, fue elegido como diputado por Antofagasta, por el periodo legislativo 1915-1918. Durante su gestión integró la Comisión permanente de Gobierno y Relaciones Exteriores.
Luego, fue nombrado por el presidente Juan Luis Sanfuentes, como intendente de la provincia de Antofagasta, cargo que ejerció entre el 30 de diciembre de 1918 y el 2 de enero de 1920. Seguidamente, fue designado por el presidente Arturo Alessandri, como intendente de Santiago, función que ejerció entre 1921 y 1923.
En las elecciones parlamentarias de 1925, fue elegido como senador por la 1ª Agrupación Provincial (correspondiente a las provincias de Tarapacá y Antofagasta), por el periodo 1926-1934. En esa oportunidad integró la Comisión Permanente de Relaciones Exteriores y la de Constitución, Legislación y Justicia y de Reglamento; fue además, senador reemplazante en la Comisión Permanente de Higiene y Asistencia Pública. Fue elegido como vicepresidente del Senado; sirviendo el cargo entre el 26 de mayo de 1930 y el 4 de junio de 1932.
Al caer el gobierno del radical Juan Esteban Montero formó parte de la 3ª Junta de Gobierno de la llamada "República Socialista", entre los días 16 y 30 de junio de 1932, junto a Carlos Dávila Espinoza (como presidente) y Pedro Nolasco Cárdenas Avendaño. El 20 de junio de 1932, presentó la renuncia a su cargo de vocal y se retiró prácticamente de la Junta; pero aquella no fue cursada hasta unos días más tarde.
En las elecciones parlamentarias de 1932, fue nuevamente elegido como senador por la misma 1ª Agrupación Provincial (Tarapacá y Antofagasta), por el periodo 1933-1937. En esta vez integró la Comisión de Hacienda y Educación Pública. Fue también, elegido como presidente del Senado, desempeñándose en el cargo entre el 19 de diciembre de 1932 y el 31 de mayo de 1933.
El 24 de marzo de 1937, fue nombrado como ministro de Tierras y Colonización por el presidente liberal Arturo Alessandri Palma, ocupando la labor hasta el 25 de mayo del mismo año. Al año siguiente, el 24 de diciembre de 1928, fue designado como ministro de Defensa Nacional, bajo la administración del presidente radical Pedro Aguirre Cerda, cumpliendo la función hasta el 12 de abril de 1939.
Tras dejar el gabinete, fue nombrado por Aguirre Cerda, como embajador de Chile en Estados Unidos, cargo que ostentó hasta 1942.
Entre otras actividades fue conservador de Bienes Raíces y Minas de Antofagasta; consejero de la Caja de Seguro Obligatorio; presidente de la Caja de Amortización de la Deuda Pública entre 1942 y 1947; y miembro del Colegio de Abogados y consejero del Colegio Nacional de Abogados.
Fue autor del estudio sicológico, social y político Chile y los chilenos, y colaborador en la prensa con temas de orden político, económico y legal. Falleció en Santiago de Chile el 13 de octubre de 1955, a los 81 años.